# Aldo Haïk
Aldo Haïk es un Maestro Internacional de ajedrez. Nació en Túnez el 19 de octubre de 1952, pero vive en Francia desde su niñez. Su padre es un matemático jubilado que se dedicó a la enseñanza de dicha ciencia. 
Aprendió el ajedrez a los tres años por su padre, que rápidamente lo lleva a jugar en un club en los alrededores de París. Enseguida demostró un gran talento en resolver problemas que se le presentaban. Su ascenso en el juego le permitió participar en el Campeonato Mundial Juvenil de Ajedrez a los 16 años, terminando segundo. 
Fue el segundo francés a obtener el título de Maestro Internacional (1976), campeón de Francia dos veces (1972 y 1983); su máximo Elo fue de 2475 siendo el vigésimo quinto jugador más alto situado en esta clasificación (en aquel momento). Además de publicar una revista mensual de problemas de ajedrez, publica problemas de ajedrez en el periódico francés Le Figaro. También escribió varios libros sobre ajedrez, entre otros Ajedrez espectacular, hecho con el problemista argentino Carlos Fornasari.